# Mesochorus speciosus
Mesochorus speciosus là một loài tò vò trong họ Ichneumonidae.